# Forest of Dean
The Forest of Dean (walisisk: Fforest y Ddena) er en geografisk, historisk og kulturel region i den vestlige del af det engelske county Gloucestershire. Det danner nogenlunde et trekantet plateau, der afgrænses af floden Wye mod vest og nordvest, Herefordshire mod nord og floden Severn mod syd, samt byen Gloucester mod øst.
Området er karakteriseret af mere end 110 km2 blandet skov, og det er en af Englands naturskove. Et stort område var forbeholdt kongelige jagter inden 1066, og det var den næststørste kongelige skov efter New Forest. Selvom navnet løst refererer til den del af Gloucestershire mellem Severn og Wye, så har den egentlige Forest of Dean dækket et langt mindre område siden middelalderen. På dette tidspunkt var St Briavel's Castle dets administrative centrum. I 1327 blev det defineret til kun at dække det kongelige domæne og dele af sognene inden for herredet St Briavels, og efter 1668 bestod det kun af det kongelige domæne. Den egentlige skov er i West Dean, Lydbrook, Cinderford, Ruspidge og Drybrook, samt en stribe land i sognet English Bicknor.
Traditionelt har de primære erhverv været skovbrug, inklusive fremstilling af trækul, jernudvinding og kulminer. Arkæologiske undersøgelser har dateret den tidligste brug af kul til Romersk Britannien, hvor det blev brugt til varme og industrielle processer som forædling af jernmalm.
Området har givet navn til distriktet, Forest of Dean, og en valgkreds, som begge dækker et større område end den historiske skov. Det administrative centrum for Forest of Dean er Coleford, der er en af de primære byer i det historiske område, sammen med Cinderford and Lydney.

## Geografi
Byer og landsbyer
- Alvington
- Aylburton
- Awre
- Berry Hill
- Blaize Bailey
- Blakeney
- Bream
- Brierley
- Broadwell
- Cinderford
- Clearwell
- Coleford
- Coalway
- Drybrook
- Dymock
- Edge End
- Ellwood
- English Bicknor
- Gorsty Knoll
- Harrow Hill
- Hewelsfield
- Hartpury
- Huntley
- Joys Green
- Littledean
- Little London
- Longhope
- Lydbrook
- Milkwall
- Mitcheldean
- Newland
- Newnham
- Parkend
- Pillowell
- Ruardean
- Ruardean Hill
- Ruardean Woodside
- Ruspidge
- Soudley
- Sling
- St Briavels
- Staunton
- Steam Mills
- The Pludds
- Westbury
- Whitecroft
- Woolaston
- Yorkley

Seværdigheder
- Beechenhurst[6]
- Bixslade
- Blaize Bailey View Point
- Cannop Ponds
- Clearwell Caves
- Cyril Hart Arboretum[7]
- Darkhill Ironworks
- Dean Forest Railway
- Dean Heritage Centre
- Forest of Dean Cycle Centre
- Great Western Railway Museum
- Laymoor Quag
- Littledean Jail[8]
- Lydney Canal
- Mallards Pike Lake[9]
- New Fancy
- Parkend Ironworks
- Parkend railway station
- Perrygrove Railway
- Puzzlewood
- RSPB Nagshead
- Sculpture Trail
- Soudley Ponds
- Speech House
- Symond's Yat
- Whitecliff Ironworks
- Woorgreens Lake and Marsh[10]

## I populærkulturen
I 1967 foregik John Bergers sociologiske værk A Fortunate Man i Forest of Dean. En film med samme navn blev filmet her Forest of Dean i 1972.
Heavy metalbandet Black Sabbath lejede Clearwell Castle i 1973 for at skrive og indspille deres femte studiealbum, Sabbath Bloody Sabbath. Bandet øvede sig i borgens kælder for at søge inspiration. I 1978 samledes medlemmerne af Led Zeppelin borgen efter en periode hver for sig, og de begyndte at skrive og øve på det album, der blev til In Through the Out Door.
Forfatteren til Harry Potter-serien, J. K. Rowling, har ladet flere vigtige kapitler af serien foregå i skoven.
I juli 2014 blev scener fra Star Wars: The Force Awakens optaget i området Puzzlewood. Dette område har været brugt flere gang i forbindelse med optagelser af film og tv.